# Ракета в бутилка
Ракета в бутилка е първият пълнометражен филм на американския режисьор Уес Андерсън. Филмът прави премиерата си на 21 февруари, 1996 и в него взимат участие близките приятели на режисьора - братята Люк и Оуен Уилсън, като Оуен също така е и сценарист на филма.
От финансова гледна точка филмът се оказва провал като печели едва 560 хиляди долара от общо инвестираните 7 милиона. Въпреки това печели симпатиите на критиката и утвърждава Андерсън като млад и обещаващ режисьор. Мартин Скорсезе обявява филма като един от любимите му филми от 90-те години.

## Сюжет
Внимание:  Текстът по-долу разкрива сюжета на произведението (или части от него)!
Фабулата се върти около трима млади мъже, водещи безцелен живот, които замислят да извършат обир и да избягат с плячката.
Историята се развива в Тексас, където след като е освободен от психиатрична клиника Антони (Люк Уилсън) се събира с приятеля с Дигнан (Оуен Уилсън). Дигнан споделя своя план за обир на Антони и двамата престъпват към осъществяването му.